# Niszczyciele typu Oriani
Niszczyciele typu Oriani (znane także jako typ Poeti) – okręty zbudowane dla Regia Marina w połowie lat 30. XX w. Były one w dużej mierze kopią okrętów typu Maestrale, ze zwiększoną mocą silników i zmienionym uzbrojeniem przeciwlotniczym.
Okręty otrzymały nazwy pochodzące od włoskich poetów.
Okręty:
- Alfredo Oriani zwodowany 22 lipca 1937, uszkodzony podczas bitwy u przylądka Matapan, z sukcesami uczestniczył w przeciwdziałaniu operacji Harpoon, po kapitulacji Włoch w 1943 r. okręt uciekł z La Spezia i został internowany na Malcie. Przekazany w ramach reparacji Francuskiej Marynarce Wojennej, gdzie służył do 1954.
- Vittorio Alfieri zwodowany 1 grudnia 1937, zatopiony podczas bitwy u przylądka Matapan 28 marca 1941.
- Giosuè Carducci zwodowany 1 listopada 1937, zatopiony podczas bitwy u przylądka Matapan 28 marca 1941.
- Vincenzo Gioberti zwodowany 26 października 1937, zatopiony przez brytyjski okręt podwodny HMS "Simoom" 9 sierpnia 1943 r.